# Palon de la Mare
Il Palon de la Mare (3.703 m s.l.m. - detto anche Palon della Mare) è una montagna del Gruppo Ortles-Cevedale nelle Alpi Retiche meridionali. Si trova lungo la linea di confine tra la Lombardia ed il Trentino-Alto Adige tra il Monte Cevedale ed il Monte Vioz.

## Itinerari

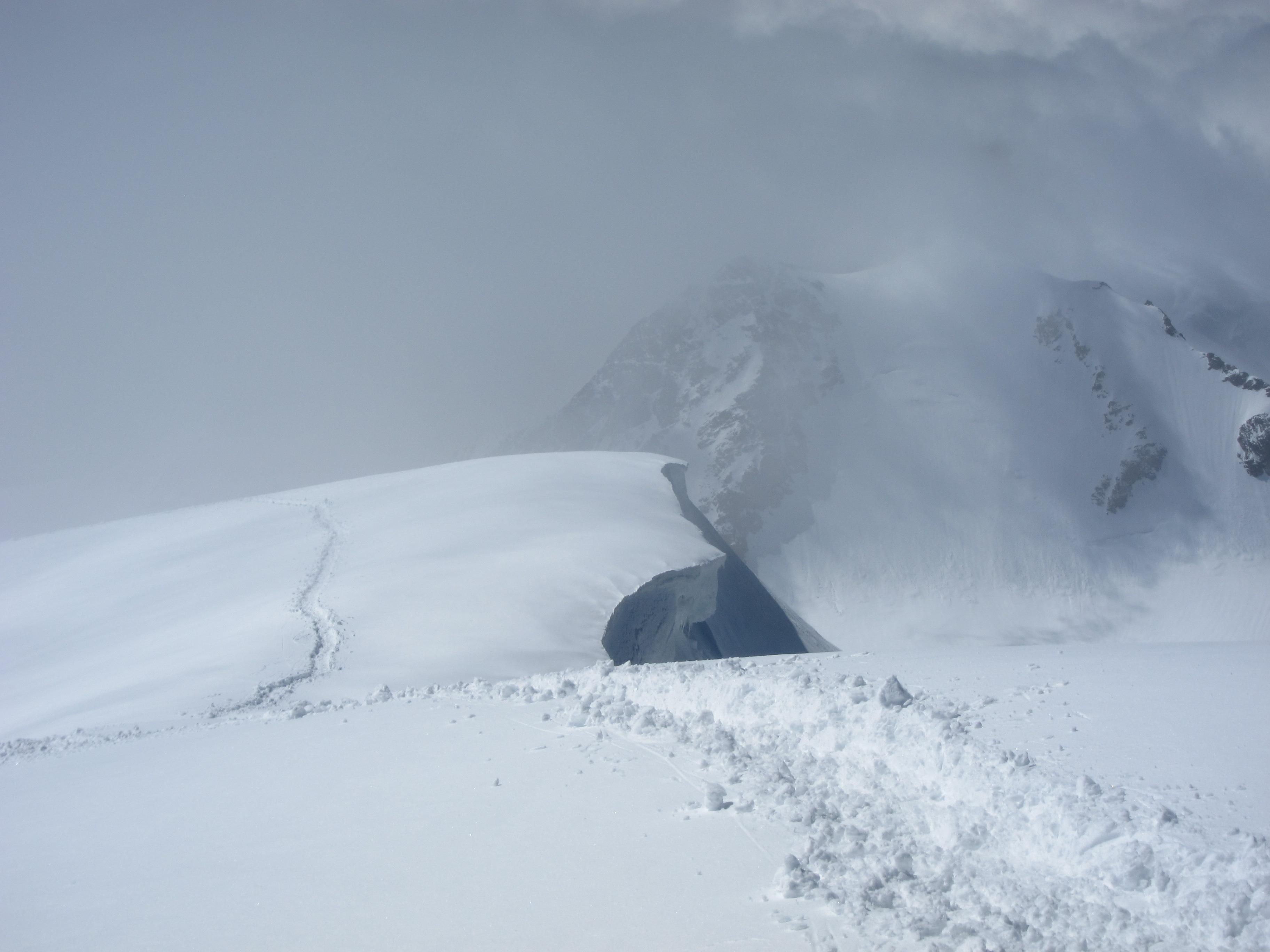
Traccia nella neve porta fino alla cima del Palon de la Mare

La montagna può essere salita partendo da Santa Caterina Valfurva e passando dal Rifugio Ghiacciaio dei Forni e dal Rifugio Cesare Branca.